# Västanvik, Motala kommun
Västanvik är en bebyggelse i Västra Ny socken i västra delen av Motala kommun i Östergötlands län, belägen cirka 16 km norr om Motala.
Orten var mellan 2015 och 2018 samt från 2023 av SCB klassad som en tätort och som en småort från 1990 till 2015 och från 2020 till 2023 .